# Café Paris
Café Paris foi um café na cidade de Niterói, que serviu como ponto de encontro entre poetas e intelectuais da década de 1910 à década de 1920.

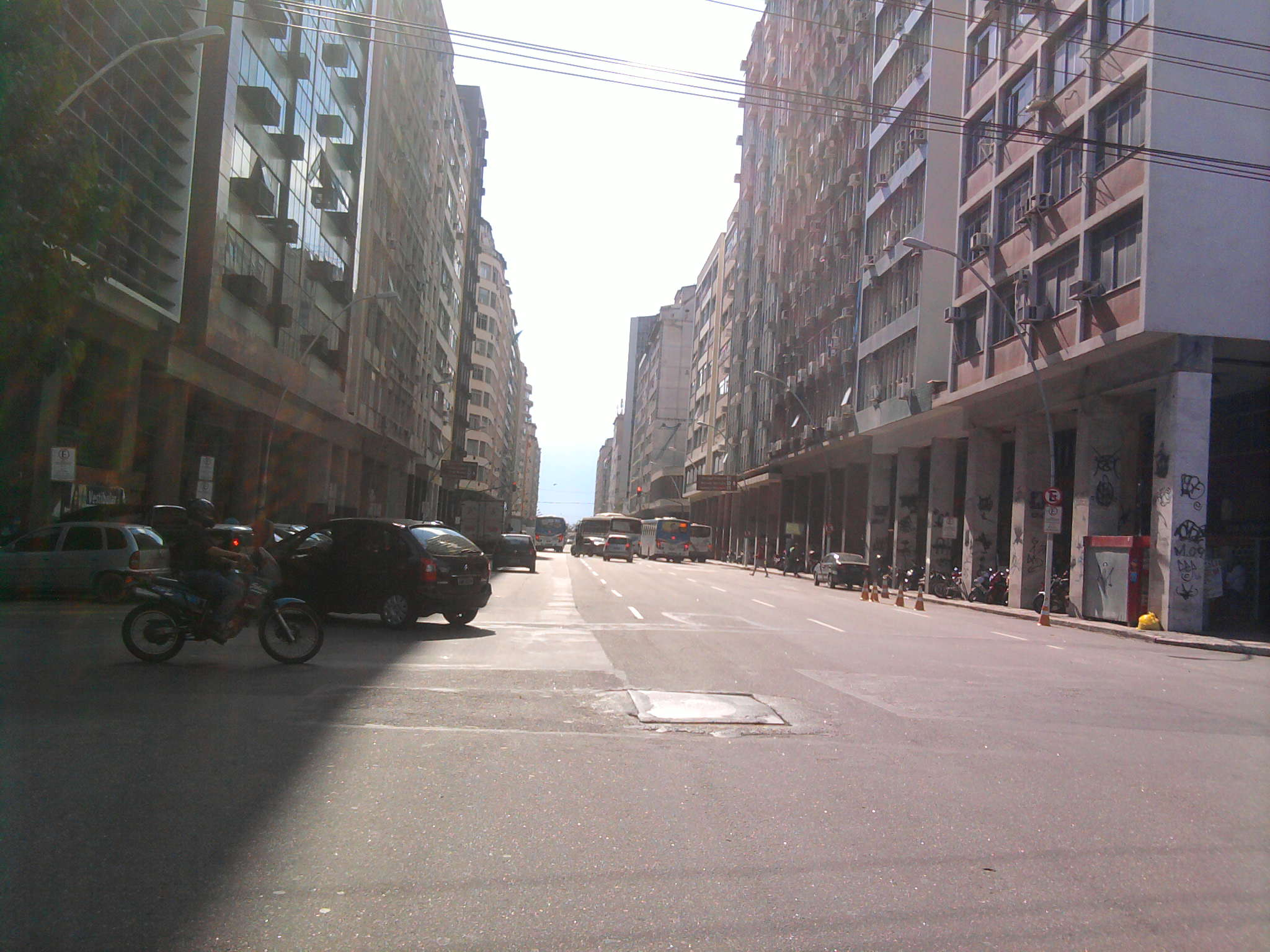
Avenida Amaral Peixoto

Entre os frequentadores do Café Paris estavam Nestor Tangerini, Lili Leitão, Renê de Descartes Medeiros, Luiz de Gonzaga, Altino Pires, Alcides Figueiredo, Raul Sá Pinto, Luciano Gualberto, Júlio Seabra, Isidro Nunes, Guilherme Cruz, Joaquim Peixoto, Eurípides Ribeiro e Luís de Sousa Dias. O imóvel, onde também funcionavam um hotel, foi demolido em 1942 para a abertura da Avenida Amaral Peixoto.